# Entz Béla
Entz Béla (Kolozsvár, 1877. március 10. – Pécsvárad, 1959. január 14.) patológus orvos, egyetemi tanár.

## Élete
Tudós családból származott, nagyapja (Entz Ferenc orvos, szőlész), apja (id. Entz Géza zoológus) és bátyja (ifj. Entz Géza) egyaránt az MTA tagja; ő maga is 1945-től az MTA levelező tagja volt.
1900-ban szerzett orvosdoktori oklevelet a Budapesti Tudományegyetemen. Hallgatóként az anatómus Thanhoffer Lajos és a kórboncnok Genersich Antal mellett dolgozott. Generisch tanítványaként gyakornok, tanársegéd, majd 1912-től adjunktus lett. Közben 1911-ben az egyetem orvosi karán Csecsemőkori betegségek kórbonctanából című dolgozata alapján magántanár lett. 1912-ben megjelent Általános kórbonctan című könyve.
1914-től 1917-ig a Szent István Kórház kórboncnok főorvosa, közben az első világháborúban zászlóalj-orvosfőnök, majd laboratóriumvezető főorvos volt a sátoraljaújhelyi harctéri betegmegfigyelő állomáson. 1918-ig az állatorvosi főiskola rendes tanára volt. 1918-ban kinevezték a pozsonyi Erzsébet Tudományegyetem nyilvános rendes tanárává, mely a kolozsvári egyetemmel együtt ideiglenesen Budapestre költözött az 1923/24-es tanévig. Ez idő alatt a Szent Rókus Kórház patológus főorvosa is volt, illetve az 1921/22-es tanévben az orvosi kar dékánja.
1924-ben az egyetemmel együtt Pécsre költözött, és 1951-ig az ETE (1948-tól POTE) nyilvános rendes tanára, 1951-től 1952-ig egyetemi tanára volt. 1926-ban jelent meg a Csízió néven is ismert A kórbonctan és a kórszövettan alapvonalai című munkája. 1928 és 1930 között két tanéven át ismét dékán lett. Az 1931/32-es és az 1945/46-os tanévekben az ETE rektora lett. 1945-től az MTA levelező tagja.
Legfőbb kutatási területe a fertőző betegségek, állati paraziták által okozott kórképek. Fontos kutatásokat végzett az örökléstan, a fejlődési rendellenességek, a szifilisz és a gümőkór kórokozóinak felderítése terén. Elsők között hangoztatta a leukémia daganatos jellegét.
1959-ben Pécsváradon halt meg, sírja a pécsi köztemetőben van, mely 2005 óta védett emlékhely.

## Emlékezete
2015-ben a Misinára vezető, addig név nélküli pécsi utat róla nevezték el.
2016-ban nyílt meg a róla elnevezett Dr. Entz Béla Klinikai Oktatási Központ.
Pécsváradon a Dr. Entz Béla Egészségügyi Központ viseli nevét.

## Főbb művei
- A kórbonctan és a kórszövettan alapvonalai (Pécs, 1926)